# 道化バルバローハ
『道化バルバローハ』（どうけバルバローハ、西: El bufón Barbarroja、英: The Jester Barbarroja）は、スペインのバロック絵画の巨匠ディエゴ・ベラスケスが1633年にキャンバス上に油彩で制作した肖像画である。 モデルの人物は、1633年から1649年まで「バルバローハ (赤髭)」という渾名で、フェリペ4世の宮廷において道化をしていたドン・クリストバル・デ・カスタニェーダ・イ・ペルニア (Cristóbal de Castañeda y Pernia) である。作品は現在、マドリードのプラド美術館に所蔵されている。

## 背景
近代ヨーロッパにおいては、ほとんどの宮廷や貴族の邸宅に「楽しみを与える人々」(ヘンテス・デ・プラセール、西: Gentes de placer) と呼ばれる職業の人々が存在した。道化や短身、狂人、奇形などの人々で、スペインにおいてはカトリック両王の時代から18世紀初頭まで王族や貴族のそばに仕えていた。資料によると、16世紀後半からの約150年で123名のそうした人々がマドリードの宮廷内にいたとあり、ベラスケスが王付き画家として宮廷にいた40年たらずの間にも50人以上を数えた。
その悲惨な境遇のために一般社会からは締め出されていた彼らは、宮廷ではペットのように扱われたものの、衣服、靴、食事、宿泊所、小遣いを与えられ、家族同様にも遇されていた。王侯・貴族は彼らの狂言、狂態、身体、愚純を笑って暗澹たる生活の慰安を見出したのである。彼らだけは、礼儀作法を無視して公・私両面で王族と自由に付き合えた人物であり、聖・俗という宮廷2極構造の俗を代表していた存在である。スペインではアントニス・モル、フアン・サンチェス・コターン、フアン・バン・デル・アメンといった画家たちが彼らの姿を描いているが、彼らをもっとも好んで描き、制作した絵画の点数も多い画家はベラスケスである。それらの作品が制作された時期は画家が第1回目のイタリア旅行から帰国してからである。

## 作品
この作品は、『道化ドン・フアン・デ・アウストリア』 (プラド美術館) 同様、下書き風のタッチが目立つ未完成作品である。バルバローハは闘牛も実践した軍人であった。フェルナンド・デ・アウストリア (枢機卿) にも仕え、喜劇でトルコに仕えたアルジェリアの海賊「バルバローハ」 (バルバロス・ハイレッディン) の役を演じたが、本作でもその姿で描かれている。
バルバローハは後にオリバーレス伯公爵ガスパール・デ・グスマンにより宮廷からセビーリャへ追放されたが、それは、セゴビアの町バルサイン (Valsaín) にオリーブがあるかどうか王に問われた時、彼が皮肉を込めて「閣下、オリーブもオリバーレスもありません」と答えたからであった。彼は短気で知られていた。本作が未完成なのは、彼が宮廷を追放されたことに関係があるのかもしれない。
画面で、バルバローハは刀を抜いたところであり、憤怒の形相で一方を見つめている。彼の赤い衣服は、ベラスケスの素早く大まかな筆致同様に荒々しい緊張感を表現している。技法的には、同じ明るい赤に塗られている衣服、長靴、帽子のスケッチ風の自由闊達な筆致は、エドゥアール・マネのような近代画家の試みを先取りしている。この絵画は、後にフランシスコ・デ・ゴヤによって銅版画にされた。
本作は、1701年にマドリードのブエン・レティーロ宮殿の「王妃の間」にあった6点の宮廷道化の肖像画 (そのうち2点の『道化フランチェスコ・デ・オチョア (Francesco de Ochoa) 』と『闘牛士カルデナス (Cardenas) 』は現存しない) のうちの1点である。これらの作品には共通点があり、すべて等身大で、人物の演劇的性格を周囲の空間および仕草により強調している。作品は、1816年から1827年まで王立サン・フェルナンド美術アカデミーに所蔵されていた。